# Schmölwall
Der Schmölwall (dänisch: Smøl Vold auch Smølvold) ist eine abgegangene Wallburg bei der nordschleswigschen Siedlung Smøl am Rande des Ortes Broager auf der Nordseite der Flensburger Förde in Dänemark.

## Hintergrund
Die Rundburg entstand vermutlich in vorgeschichtlicher Zeit. Sie liegt auf einer 46 Meter hohen Erhebung, welche den höchsten Punkt zwischen Nybøl Nor und Broager darstellt und damit einen sehr guten Ausblick auf die Förde gewährt. Ihre kreisrunde Wallanlage besitzt einen Durchmesser von 50 Metern. Archäologen fanden bei Grabungen Tonscherben aus dem 5. Jahrhundert. Der Wall selbst ist aber vermutlich älter. Weshalb Schmöllwall errichtet wurde, ist unbekannt. Ursprünglich könnte es sich beim Schmöllwall um eine Kultstätte gehandelt haben. Die spätere Nutzung der Anlage ist ebenso nicht ganz klar. Die Wallanlage zeigt jedoch offensichtlich eine gewisse Ähnlichkeit mit der Kajborg, die auf der nicht weit entfernt gelegenen Insel Alsen liegt. So diente die Anlage vielleicht auch als Volksburg, als Zufluchtsplatz der umliegenden Bevölkerung zum Schutz vor den feindlichen Wenden. Möglicherweise wurde aber beim Schmöllwall auch ein Signalfeuer beim Heranrücken von Feinden entfacht. Erzählungen von einem Tunnel zwischen Schmölwall und der Kirche von Broacker gelten heute als frei erfunden.
Im Jahr 1920 wurden Teile eines Schwertes aus dem 13. Jahrhundert gefunden, das somit aus dem Mittelalter stammt, jedoch nicht aus der Wikingerzeit. Im Mittelalter sollen nach regionalen Sagen in der Wallburg ein Ritter mit seiner Familie oder alternativ auch zwei „zusammengewachse“ Schwestern (vgl. Siamesische Zwillinge) gewohnt haben. Diese Burgbewohner sollen die Kirche von Broager gebaut haben. Eine weitere Sage behauptet, dass die im Volksmund auch „Schwedenschanze“ (dänisch: Svenskeskansen) genannte Anlage zu Zeiten des Zweiten Nordischen Krieges im Jahr 1658 als Schutzwall gegen die Schweden von den bäuerlichen Bewohner des Kirchspiels Broagers ausgehoben wurde. Ihre Kriegstüchtigkeit sollen sie täglich mit Heugabeln, Dreschflegeln, Sensen und ähnlichem Gerät bei der Kirche von Broager trainiert haben. Dennoch sollen sie bei der Verteidigung des Schmölwalls gegen die Schweden gefallen sein. Später befreite der mit Dänemark verbündete Kurfürst Friedrich Wilhelm von Brandenburg-Preußen die Gegend von den Schweden. Nach dieser Vermutung hätte der Schmölwall, im Gegensatz zu anderen Schwedenschanzen, offenbar nichts mit dem Dreißigjährigen Krieg zu tun.
1864 nutzen preußische Soldaten Schmöllwall als Aussichtspunkt auf die Düppeler Schanzen. Im Jahr 1931 kaufte eine dänische Gemeinschaft die Wallburg, um zu verhindern, dass die deutsche Minderheit das Gelände kauft. An einem Fahnenmast in der Mitte der Wallanlage ist heute gewöhnlich der Dannebrog geflaggt.

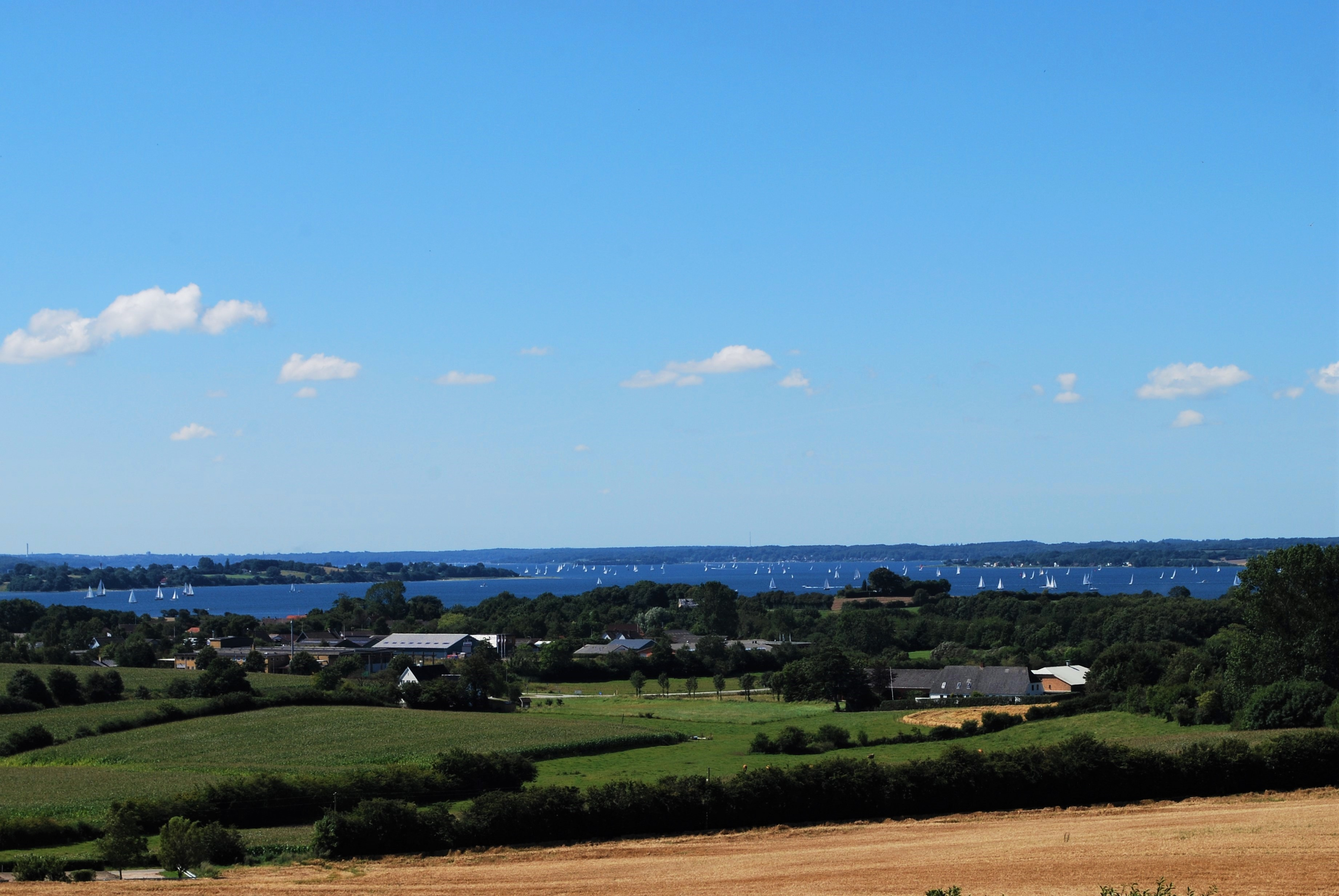
Blick von Schmölwall in Richtung Flensburger Förde (Bild 2012)